# Лорензо (Небраска)
Лорензо (англ. Lorenzo) — переписна місцевість (CDP) в США, в окрузі Шаєнн штату Небраска. Населення — 36 осіб (2020).

## Географія
Лорензо розташоване за координатами 41°3′27″ пн. ш. 103°4′56″ зх. д. / 41.05750° пн. ш. 103.08222° зх. д. (41.057574, -103.082098).  За даними Бюро перепису населення США в 2010 році переписна місцевість мала площу 17,71 км², уся площа — суходіл.

## Демографія
Згідно з переписом 2010 року, у переписній місцевості мешкало 58 осіб у 22 домогосподарствах у складі 18 родин. Густота населення становила 3 особи/км².  Було 25 помешкань (1/км²).
Расовий склад населення:
| - 100,0 % — білих |

До двох чи більше рас належало 0,0 %. Частка іспаномовних становила 0,0 % від усіх жителів.
За віковим діапазоном населення розподілялося таким чином: 29,3 % — особи молодші 18 років, 50,0 % — особи у віці 18—64 років, 20,7 % — особи у віці 65 років та старші. Медіана віку мешканця становила 44,5 року. На 100 осіб жіночої статі у переписній місцевості припадало 87,1 чоловіків;  на 100 жінок у віці від 18 років та старших — 105,0 чоловіків також старших 18 років.
Цивільне працевлаштоване населення становило 99 осіб. Основні галузі зайнятості: оптова торгівля — 59,6 %, роздрібна торгівля — 22,2 %, мистецтво, розваги та відпочинок — 18,2 %.